# Canton d'Annecy-4
Le canton d'Annecy-4, précédemment appelé canton de Seynod, est une circonscription électorale française de l'arrondissement d'Annecy dans le département de la Haute-Savoie en France.

## Histoire
Lors de l'annexion du duché de Savoie à la France révolutionnaire en 1792, le pays du Laudon est organisé en canton avec Duingt pour chef-lieu, en 1793, au sein du département du Mont-Blanc, dans le district d'Annecy. Le canton de Duingt comptait sept communes : Doussard ; Duingt-d'Héré ; Entrevernes ; Leschaux ; Saint-Eustache ; Saint-Jorioz et La Thuile. Les communes au-delà de la montagne du Semnoz ainsi que Sévirer sont intégrées au canton d'Annecy. Avec la réforme de 1800, le canton de Duingt disparaît au profit du canton d'Annecy-Sud, qui compte 29 communes et 10 345 habitants,.
En 1814, puis 1815, le duché de Savoie retourne dans le giron de la maison de Savoie. Le canton français d'Annecy-Sud disparait. Les communes, dans la nouvelle organisation de 1816, sont intégrées à des mandements sardes celui d'Annecy, comptant vingt-neuf communes et celui de Duingt, comptant quatorze communes : Allève ; Balmont ; Chevaline ; Duingt ; Entreverne ; Gruffy ; Leschaux ; Quintal ; Saint-Eustache ; Saint-Jorioz ; Saint-Sylvestre ; Sevrier ; La Thuile et Viuz-la-Chiésaz, au sein de la province du Genevois,. Une nouvelle réforme de 1818 fait passer le mandement à vingt-trois communes avec l'ajout de Chapeiry ; Chavanod ; Gevrier ; Lovagny ; Meithet ; Montagny ; Mures ; Nonglard ; Poisy ; Seynod ; Vieugy. En 1837, le mandement de Duingt garde son nombre de communes, au sein de la nouvelle la division administrative d'Annecy.
Au lendemain de l'Annexion de 1860, le duché de Savoie est réunis à la France et retrouve une organisation cantonale, au sein du nouveau département de la Haute-Savoie (créé par décret impérial le 15 juin 1860). Le canton de Duingt est supprimé en décembre 1860 au profit des cantons d'Annecy-Sud et d'Alby. Le canton d'Annecy-Sud disparaît le 16 août 1973 et voit la création du nouveau canton de Seynod.
Par décret du 13 février 2014, le nombre de cantons du département est divisé par deux, avec mise en application aux élections départementales de mars 2015. Le canton de Seynod est conservé et est réduit. Il passe de 12 à 11 communes.
À la suite du décret du 5 mars 2020, le canton change de nom au profit d'Annecy-4.

## Représentation

### Représentation de 1973 à 2015
| Période | Période      | Identité          | Étiquette       | Qualité |
| ------- | ------------ | ----------------- | --------------- | --- |
| 1973    | 1991 (décès) | Max Decarre       | CD puis UDF-CDS | Maire de Seynod (1959-1977) Ancien conseiller général du Canton d'Annecy-Sud (1966-1973)                                                                                         |
| 1991    | 2015         | Françoise Camusso | UDF puis UMP    | Maire puis maire déléguée de Seynod (2001-2020) Suppléante du député Bernard Bosson Vice-Présidente du Conseil Général Présidente de la Communauté de l'Agglomération Annecienne |

### Représentation depuis 2015
| Période élective | Période élective | Mandat | Mandat   | Identité          | Nuance | Nuance | Qualité |
| ---------------- | ---------------- | ------ | -------- | ----------------- | ------ | ------ | --- |
| 2015             | 2021             | 2015   | 2021     | Françoise Camusso |        | LR     | Maire puis maire déléguée de Seynod (2001-2020) Vice-présidente de la Communauté de l'agglomération d'Annecy jusqu'en 2020 1ère Vice-présidente Action Sociale, Prévention, Insertion, Santé, Logement social |
| 2015             | 2021             | 2015   | 2021     | Vincent Pacoret   |        | UDI    | Attaché territorial principal Conseiller municipal de Cran-Gevrier jusqu'en 2020 Conseiller communautaire de l'Agglomération d'Annecy jusqu'en 2020                                                           |
| 2021             | 2028             | 2021   | en cours | Magali Mugnier    |        | DVD    | Adjointe au maire d'Annecy |
| 2021             | 2028             | 2021   | en cours | Lionel Tardy      |        | LR     | Informaticien, ancien député (2007-2017), 7ème Vice-Président |

### Résultats détaillés

#### Élections de mars 2015
À l'issue du 1er tour des élections départementales de 2015, deux binômes sont en ballottage : Françoise Camusso et Vincent Pacoret (Union de la Droite, 34,45 %) et Alain Fischer et Cécile Guillermain (FN, 22,32 %). Le taux de participation est de 46,7 % (15 650 votants sur 33 511 inscrits) contre 45,4 % au niveau départemental et 50,17 % au niveau national.
Au second tour, Françoise Camusso et Vincent Pacoret (Union de la Droite) sont élus avec 73,37 % des suffrages exprimés et un taux de participation de 45,43 % (9 999 voix pour 15 225 votants et 33 511 inscrits).

#### Élections de juin 2021
Le premier tour des élections départementales de 2021 est marqué par un très faible taux de participation (33,26 % au niveau national). Dans le canton d'Annecy-4, ce taux de participation est de 29,88 % (10 758 votants sur 36 005 inscrits) contre 28,81 % au niveau départemental. À l'issue de ce premier tour, deux binômes sont en ballottage : Magali Mugnier et Lionel Tardy (Union à droite, 31,18 %) et Charlène Cardoso et François Deschamps (Union à gauche avec des écologistes, 26,34 %).
Le second tour des élections est marqué une nouvelle fois par une abstention massive équivalente au premier tour. Les taux de participation sont de 34,36 % au niveau national, 29,17 % dans le département et 30,03 % dans le canton d'Annecy-4. Magali Mugnier et Lionel Tardy (Union à droite) sont élus avec 57,84 % des suffrages exprimés (5 897 voix pour 10 814 votants et 36 007 inscrits),,.

## Composition

### Composition de 1973 à 2015
Le canton de Seynod se composait de 12 communes.
| Nom                       | Code Insee | Codepostal | Superficie (km2) | Population (dernière pop. légale) | Densité (hab./km2) |
| ------------------------- | ---------- | ---------- | ---------------- | --------------------------------- | ------------------ |
| Seynod (chef-lieu)        | 74268      | 74600      | 19,17            | 18 798 (2012)                     | 981                |
| La Chapelle-Saint-Maurice | 74060      | 74410      | 6,48             | 131 (2012)                        | 20                 |
| Chavanod                  | 74067      | 74650      | 13,36            | 2 318 (2012)                      | 174                |
| Cran-Gevrier              | 74093      | 74960      | 4,80             | 17 206 (2012)                     | 3 585              |
| Duingt                    | 74108      | 74410      | 4,39             | 874 (2012)                        | 199                |
| Entrevernes               | 74111      | 74410      | 8,31             | 215 (2012)                        | 26                 |
| Leschaux                  | 74148      | 74320      | 12,52            | 272 (2012)                        | 22                 |
| Montagny-les-Lanches      | 74186      | 74600      | 4,38             | 655 (2012)                        | 150                |
| Quintal                   | 74219      | 74600      | 9,13             | 1 207 (2012)                      | 132                |
| Saint-Eustache            | 74232      | 74410      | 10,54            | 483 (2012)                        | 46                 |
| Saint-Jorioz              | 74242      | 74410      | 21,12            | 5 752 (2012)                      | 272                |
| Sevrier                   | 74267      | 74320      | 12,65            | 4 078 (2012)                      | 322                |

### Composition depuis 2015
Lors du redécoupage de 2014, le canton comprenait onze communes entières.
À la suite de la création de la commune nouvelle d'Annecy au 1er janvier 2019, le canton comprend désormais neuf communes entières et une fraction d'Annecy correspondant aux communes déléguées de Cran-Gevrier et Seynod.
| Nom                            | Code Insee | Intercommunalité | Superficie (km2) | Population (dernière pop. légale)                 | Densité (hab./km2) | Modifier                                    |
| ------------------------------ | ---------- | ---------------- | ---------------- | ------------------------------------------------- | ------------------ | ------------------------------------------- |
| Annecy (bureau centralisateur) | 74010      | CA Grand Annecy  | 66,93            | Fraction : 41 604 (2022) Commune : 131 272 (2022) | 1 961              | modifier les données · modifier les données |
| La Chapelle-Saint-Maurice      | 74060      | CA Grand Annecy  | 6,48             | 118 (2022)                                        | 18                 | modifier les données · modifier les données |
| Chavanod                       | 74067      | CA Grand Annecy  | 13,36            | 3 024 (2022)                                      | 226                | modifier les données · modifier les données |
| Duingt                         | 74108      | CA Grand Annecy  | 4,39             | 1 069 (2022)                                      | 244                | modifier les données · modifier les données |
| Entrevernes                    | 74111      | CA Grand Annecy  | 8,31             | 197 (2022)                                        | 24                 | modifier les données · modifier les données |
| Leschaux                       | 74148      | CA Grand Annecy  | 12,52            | 309 (2022)                                        | 25                 | modifier les données · modifier les données |
| Montagny-les-Lanches           | 74186      | CA Grand Annecy  | 4,38             | 812 (2022)                                        | 185                | modifier les données · modifier les données |
| Quintal                        | 74219      | CA Grand Annecy  | 9,13             | 1 252 (2022)                                      | 137                | modifier les données · modifier les données |
| Saint-Eustache                 | 74232      | CA Grand Annecy  | 10,54            | 486 (2022)                                        | 46                 | modifier les données · modifier les données |
| Saint-Jorioz                   | 74242      | CA Grand Annecy  | 21,12            | 6 344 (2022)                                      | 300                | modifier les données · modifier les données |
| Canton d'Annecy-4              | 7416       |                  |                  | 55 215 (2022)                                     |                    | modifier les données                        |

## Démographie

### Démographie avant 2015
| 1975   | 1982   | 1990   | 1999   | 2006   | 2011   | 2012   |
| ------ | ------ | ------ | ------ | ------ | ------ | ------ |
| 28 956 | 36 637 | 41 489 | 46 115 | 49 457 | 51 829 | 51 989 |

### Démographie depuis 2015
En 2022, le canton comptait 55 215 habitants, en évolution de +7,67 % par rapport à 2016 (Haute-Savoie : +6,01 %, France hors Mayotte : +2,11 %).
| 2013   | 2018   | 2022   |
| ------ | ------ | ------ |
| 49 127 | 52 535 | 55 215 |